# Powrót siedmiu wspaniałych
Powrót siedmiu wspaniałych (ang. Return of the Seven) – amerykańsko-hiszpański western z 1966 roku. Zdjęcia kręcono w regionie Madrytu oraz w prowincji Alicante (Agost).

## Obsada
- Yul Brynner – Chris Adams
- Robert Fuller – Vin
- Julián Mateos – Chico
- Warren Oates – Colbee
- Claude Akins – Frank
- Elisa Montés – Petra
- Fernando Rey – ksiądz
- Emilio Fernández – Lorca
- Virgilio Teixeira – Luis
- Rodolfo Acosta – Lopez
- Jordan Christopher – Manuel

## Fabuła
Chico, jeden z siedmiu wspaniałych, którzy bronili meksykańskiej wioski przed okrutną bandą, teraz prowadzi ustabilizowane życie z żoną Petrą w ocalonej wiosce. Pewnego dnia nieznani sprawcy porywają większość mężczyzn (w tym Chica) i wyruszają w nieznanym kierunku. Zrozpaczona żona prosi o pomoc Chrisa. Ten znajduje Vina i razem kompletują siedmiu rewolwerowców...

## Nagrody i nominacje
Oscary za rok 1966
- Najlepsza adaptacje muzyki - Elmer Bernstein (nominacja)